# Мрсул Парк
«Мрсул Парк» — стадион в Эр-Рияде, Саудовская Аравия. Домашний для ФК «Ан-Наср». Называется «Мрсул Парк» из-за спонсорского соглашения, первоначальное название Стадион университета короля Сауда.

## История
Строительные работы в кампусе Университета короля Сауда в Западном Эр-Рияде начались весной 2011 года, а открытие состоялось в мае 2015 года.
Компания Hashem Contracting Company построила стадион в соответствии с правилами ФИФА для международных игр, в рамках бюджета в 215 миллионов риалов. Стадион может выглядеть коричневым или золотым в зависимости от солнечного света из-за его перфорированной и металлической внешней оболочки.
В 2020 году стадион провёл ребрендинг и стал Mrsool Park в ноябре 2020 года после подписания контракта с компанией по доставке Mrsool.
В 2021 году на стадионе состоялся розыгрыш кубка Марадоны между футбольными командами «Бока Хуниорс» и «Барселона» в честь умершего годом ранее Диего Марадоны.
На стадионе состоялись премиальные живые шоу американского рестлинг-промоушна WWE: Crown Jewel (2018) и Crown Jewel (2022).

## Галерея

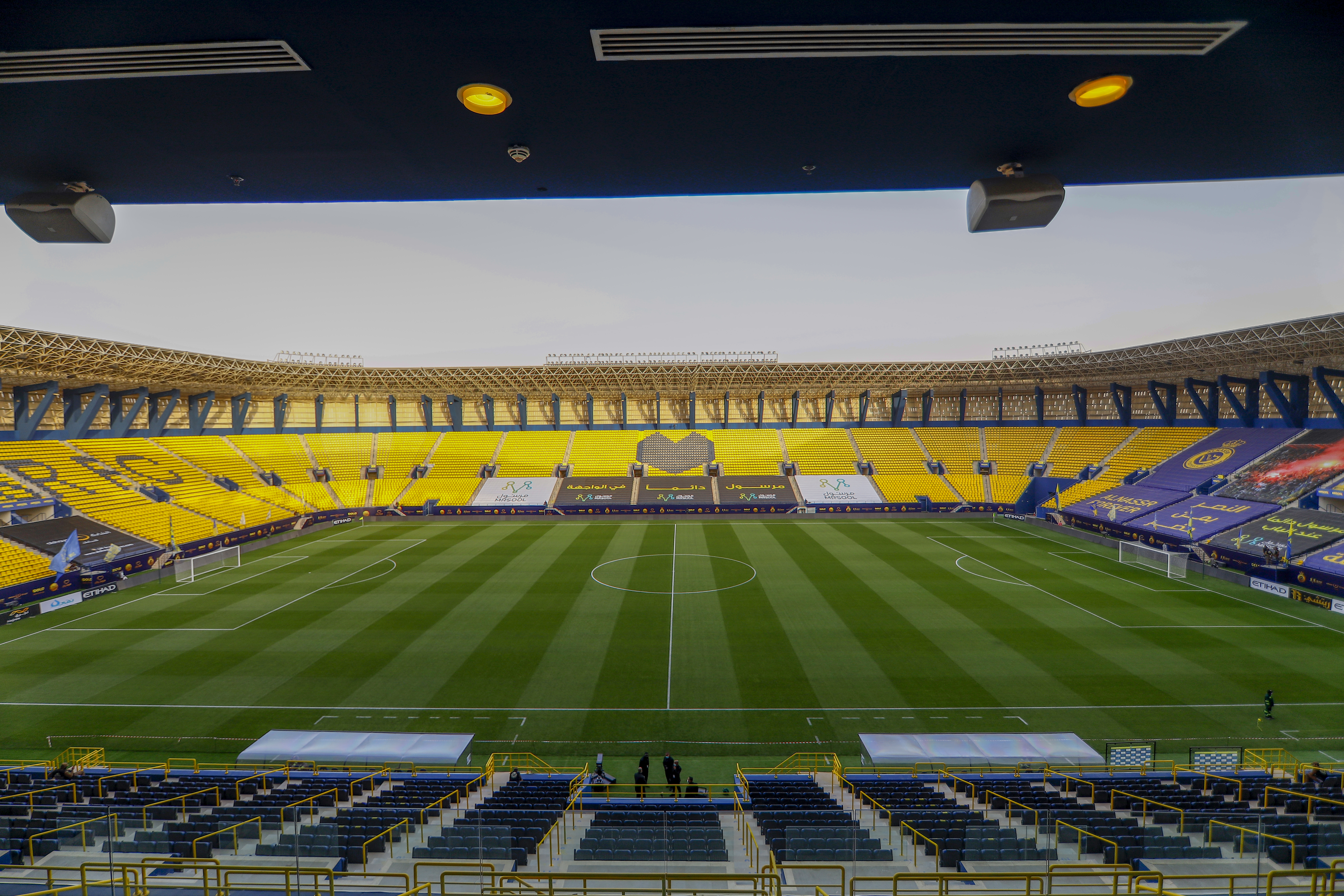
Вид на трибуны
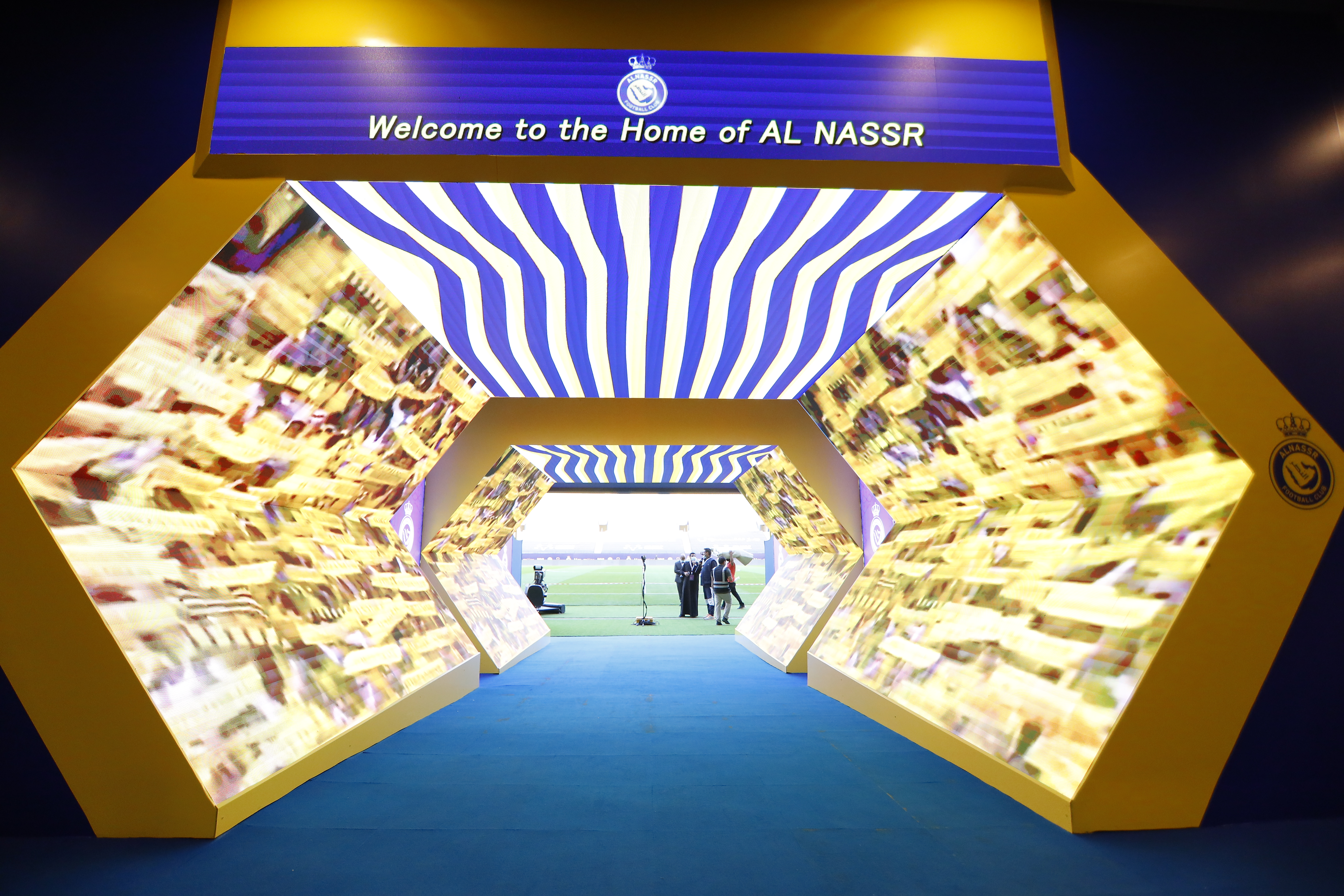
Коридор для прохода игроков
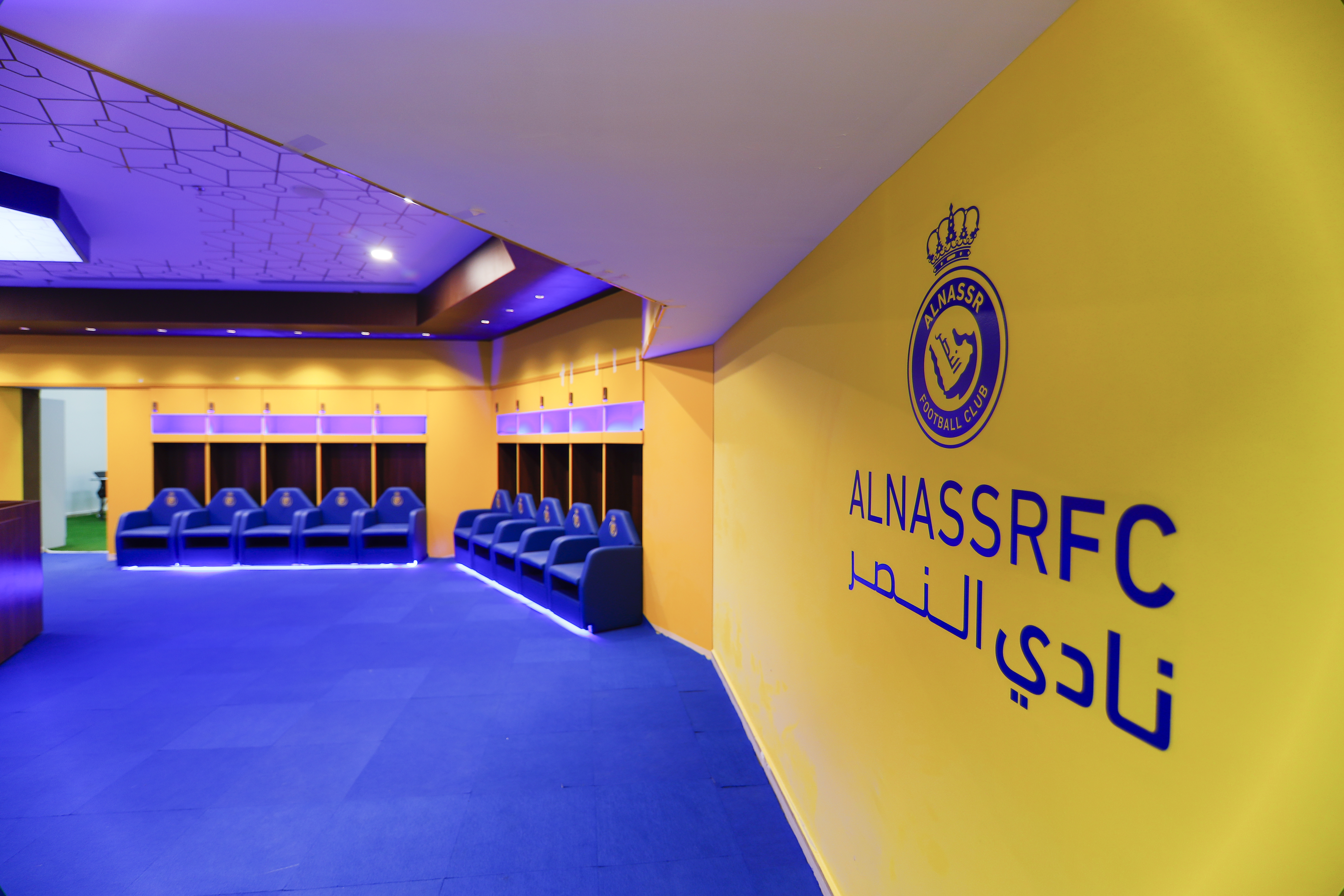
Раздевалка